# Zingel
Zingel é um género de peixe da família Percidae.

## Espécies
Este género contém as seguintes espécies:
- Zingel asper (Linnaeus, 1758)
- Zingel balcanicus (Karaman, 1937)
- Zingel streber (Siebold, 1863)
- Zingel zingel (Linnaeus, 1766)